# Prepona praeneste
Prepona praeneste é uma espécie de inseto; uma borboleta neotropical da família Nymphalidae e subfamília Charaxinae, ocorrendo da Colômbia, local de coleta de seu tipo nomenclatural, até o Peru, Bolívia e Venezuela. Foi classificada por William Chapman Hewitson, em 1859; descrita na obra Illustrations of new species of exotic butterflies: selected chiefly from the collections of W. Wilson Saunders and William C. Hewitson. Volume III.

## Descrição
Segundo o lepidopterologista Robert Goodden, a coloração desta espécie é mais parecida com a de uma borboleta do ex gênero Agrias, apresentando o padrão superior geral de coloração marrom-enegrecida, com manchas azuis metálicas e vermelhas, características, em suas asas. Em vista inferior, apresenta um padrão onde se destacam dois ocelos próximos à margem de cada uma de suas asas posteriores. Tufos amarelos, nas costas das asas dos machos, liberam feromônios, através de escamas androconiais, para atrair as borboletas fêmeas.

## Hábitos
Prepona praeneste é ativa apenas em dias ensolarados e quentes, por volta do meio-dia, raras de serem vistas e geralmente vistas em alturas de 5 a 20 metros ou no solo das florestas; frequentemente encontrada se alimentando de exsudações de troncos de árvores ou em de líquidos provenientes de frutos em fermentação, carniça e esterco de mamíferos.

## Subespécies
P. praeneste possui sete subespécies:
- Prepona praeneste praeneste - Descrita por Hewitson em 1859, de exemplar proveniente da Colômbia.
- Prepona praeneste buckleyana - Descrita por Hewitson em 1876, de exemplar proveniente da Bolívia.
- Prepona praeneste confusa - Descrita por Niepelt em 1913, de exemplar proveniente do Peru.
- Prepona praeneste abrupta - Descrita por Biedermann em 1936, de exemplar proveniente do Peru.
- Prepona praeneste virago - Descrita por Biedermann em 1938, de exemplar proveniente da Colômbia.
- Prepona praeneste choroniensis - Descrita por Lichy em 1975, de exemplar proveniente da Venezuela.
- Prepona praeneste isabelae - Descrita por Orellana em 2000, de exemplar proveniente da Venezuela.